# Savoia-Marchetti S.M.92
Il Savoia-Marchetti S.M.92 era caccia bimotore bifusoliera ad ala media realizzato dall'azienda italiana Savoia-Marchetti negli anni quaranta e rimasto allo stadio di prototipo.
Destinato ad essere proposto per l'utilizzo da parte della Regia Aeronautica durante la seconda guerra mondiale, a causa delle vicende belliche a seguito della firma dell'armistizio di Cassibile, venne valutato dalla Luftwaffe ma non ebbe un seguito produttivo.

## Storia

### Sviluppo

Vista posteriore

Sebbene il precedente S.M.91 si fosse dimostrato completamente soddisfacente nelle prove, i tecnici della Savoia-Marchetti erano all'opera per migliorarne le prestazioni. Poiché non era possibile un incremento della potenza dei motori (il Daimler-Benz DB 603 da 1 550 CV non era ancora disponibile per le industrie italiane) la riduzione di peso sembrava l'unica via possibile.
Mantenendo gli stessi motori dell'S.M.91, l'ala di base ed il disegno della coda, i progettisti abbandonarono la gondola centrale e disposero l'equipaggio nella fusoliera di sinistra, dando all'aereo un aspetto "asimmetrico".
L'armamento era costituito da due cannoncini MG 151/20 da 20 mm installati sul bordo principale della sezione centrale, un terzo sulla semiala sinistra e quattro mitragliatrici Breda-SAFAT da 12,7 mm.
Il ruotino di coda si ritirava in un baccello posto sulla linea centrale dello stabilizzatore orizzontale. Una mitragliatrice Breda-SAFAT da 12,7 millimetri, manovrata a distanza, era montata nella parte posteriore di questo baccello.

### Impiego operativo
Il prototipo del velivolo venne testato due mesi dopo l'armistizio di Cassibile, durante il periodo di occupazione tedesca. Portato in volo per la prima volta il 12 novembre 1943 ai comandi del comandante Aldo Moggi e con la presenza a bordo del motorista Carlo Balzarini dal campo di aviazione di Vergiate, recava le insegne della Luftwaffe.
I collaudi proseguirono fino all'anno successivo quando, a causa di un'errata interpretazione del pilota, venne attaccato dal Macchi M.C.205 ANR del tenente Mazzei della Squadriglia complementare d'allarme "Montefusco". Mazzei era decollato con il maresciallo Ennio "Banana" Tarantola dall'aeroporto di Venaria Reale ed avendo notato la configurazione bifusoliera lo aveva scambiato per un Lockheed P-38 Lightning alleato.
I danni conseguiti ai motori costrinsero il pilota ad un atterraggio di fortuna sul campo di Lonate Pozzolo il quale, benché autore di un fuori pista, riuscì a non procurare al velivolo danni tali da impedirne il ripristino. Dopo le necessarie riparazioni riprese le prove di volo nel giugno 1944 accumulando in totale 21 ore.
L'unico esemplare realizzato rimase distrutto, assieme all'S.M.91, durante l'azione di bombardamento USAAF del 27 dicembre 1944 che interessarono l'abitato di Vergiate e gli stabilimenti Savoia-Marchetti.

## Utilizzatori
Germania
- Luftwaffe